# Pebadaran
Pebadaran is een bestuurslaag in het regentschap Siak van de provincie Riau, Indonesië. Pebadaran telt 440 inwoners (volkstelling 2010).